# 深圳市第二人民医院
深圳市第二人民醫院（又称：深圳大学第一附属医院，简称：市二医院），原名深圳市红十字会医院、深圳市华强医院。该院为深圳市属公立醫院，位於深圳市福田區華強北商业區，红荔路和華強路交叉路口，笔架山南麓，为國家三級甲等醫院，以燒傷科、創傷急救及護理見長。
深圳市急救中心也位於深圳市第二人民醫院院内，不過是兩間不同的機構。

## 历史
- 1979年，基建工程兵一支队参加深圳经济特区建设，其中基建兵冶金指挥部（对外称00049部队）在竹棚组建基建工程兵卫生队，创立基建兵冶金指挥部深圳临时指挥所医院，1983年基建兵转业后，与基建兵31支队门诊部合并，在笔架山现址组建深圳市基建职工医院。[1]
- 1984年，医院更名为深圳市华强医院，成为华强集团的企业医院。
- 1987年，深圳市华强医院和红十字会医院门诊部合并，更名为深圳市红十字会医院（简称红会医院），归深圳市卫生局下属[2]。
- 1996年，评为三级甲等医院。
- 2000年5月，红会医院建成23层住院大楼，顶层设有深圳市第一座医用直升飞机停机坪。自此病床扩充至613张。
- 2001年，更名为深圳市第二人民医院。
- 2008年，成为深圳大学第一附属医院[3]。
- 2017年，与大鹏新区共同组建深圳市大鹏新区医疗健康集团[4][5][6]。

## 院区环境

### 图集

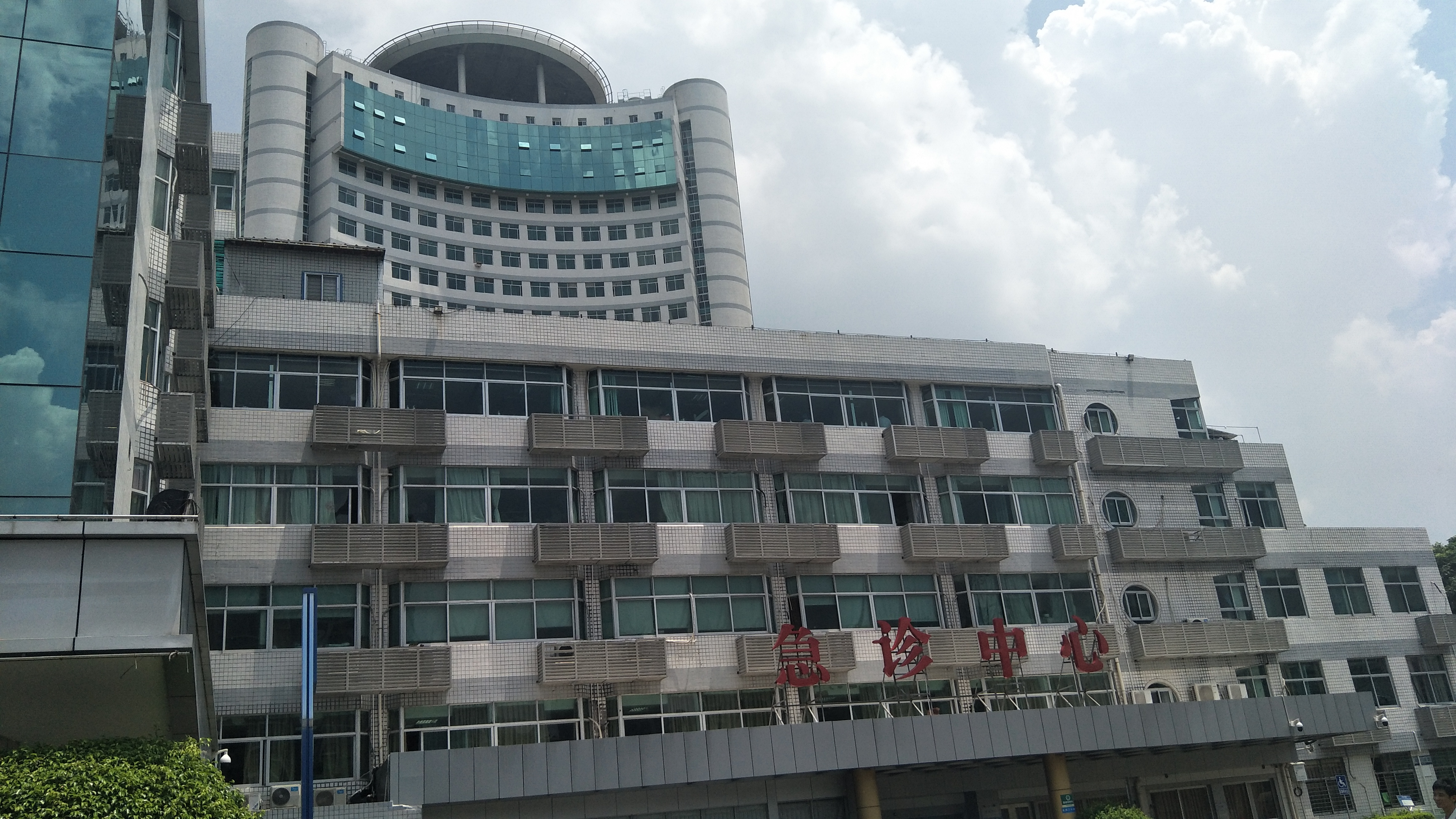
门急诊大楼与内科楼
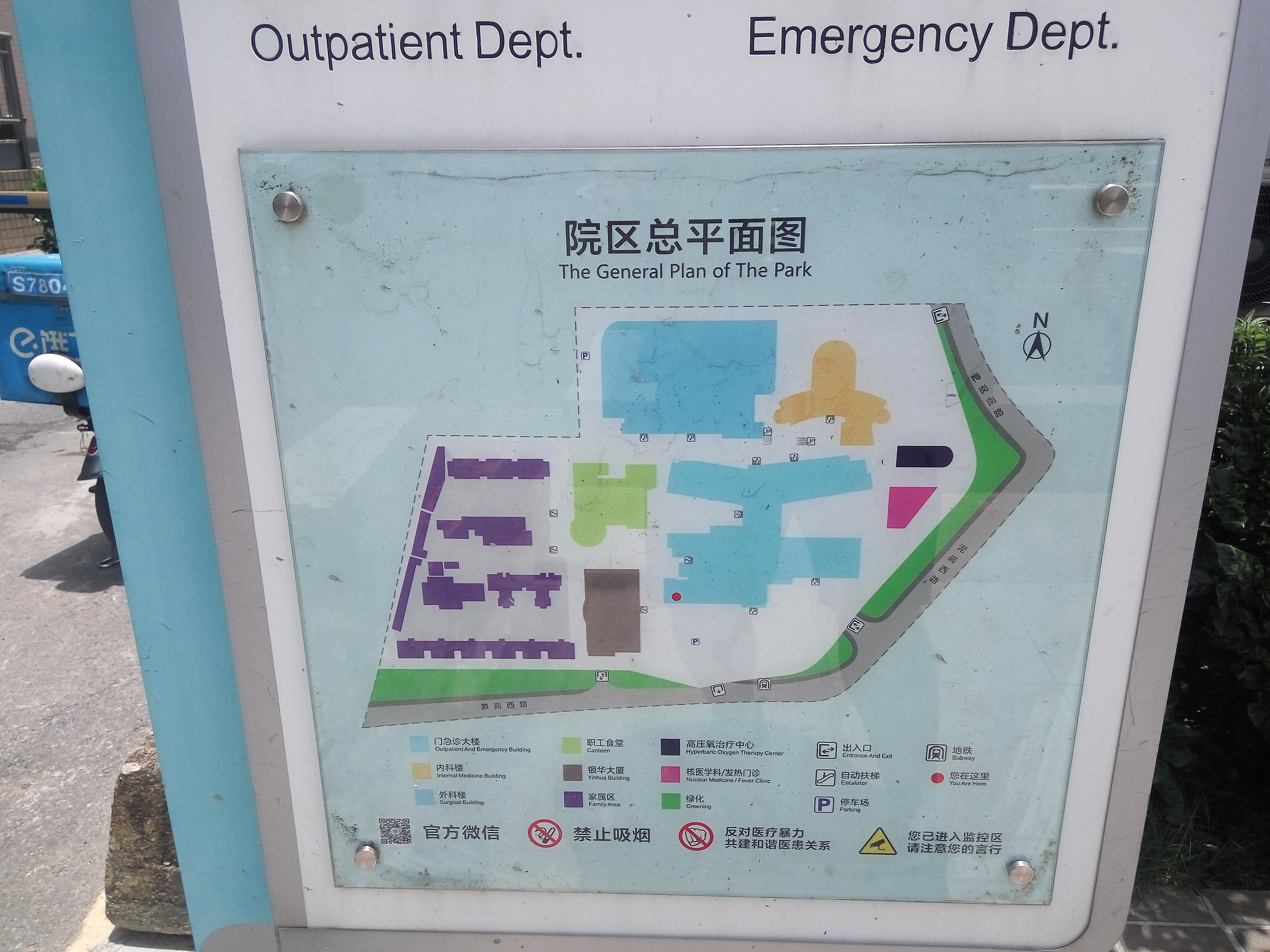
院区总平面图
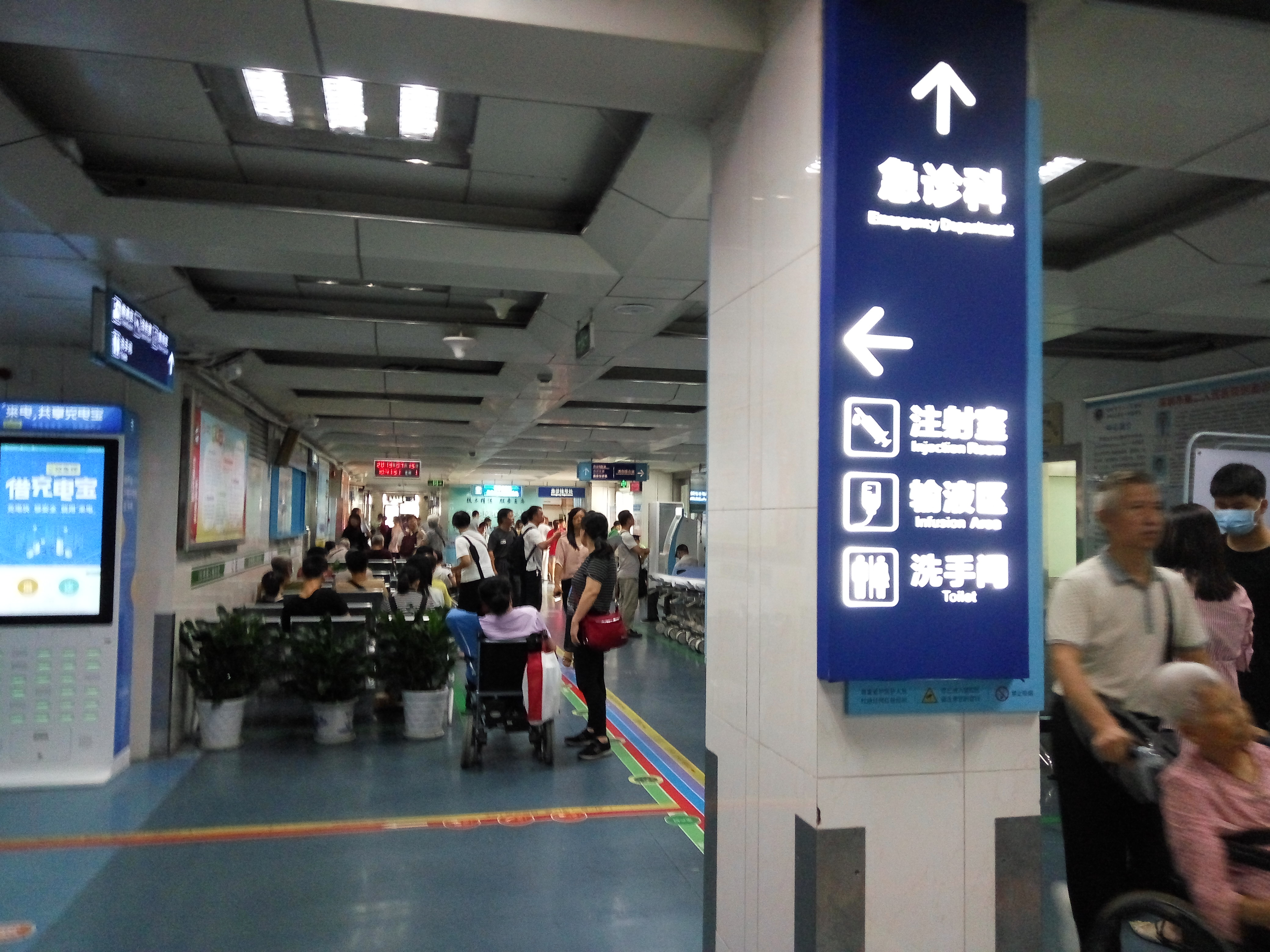
急诊科
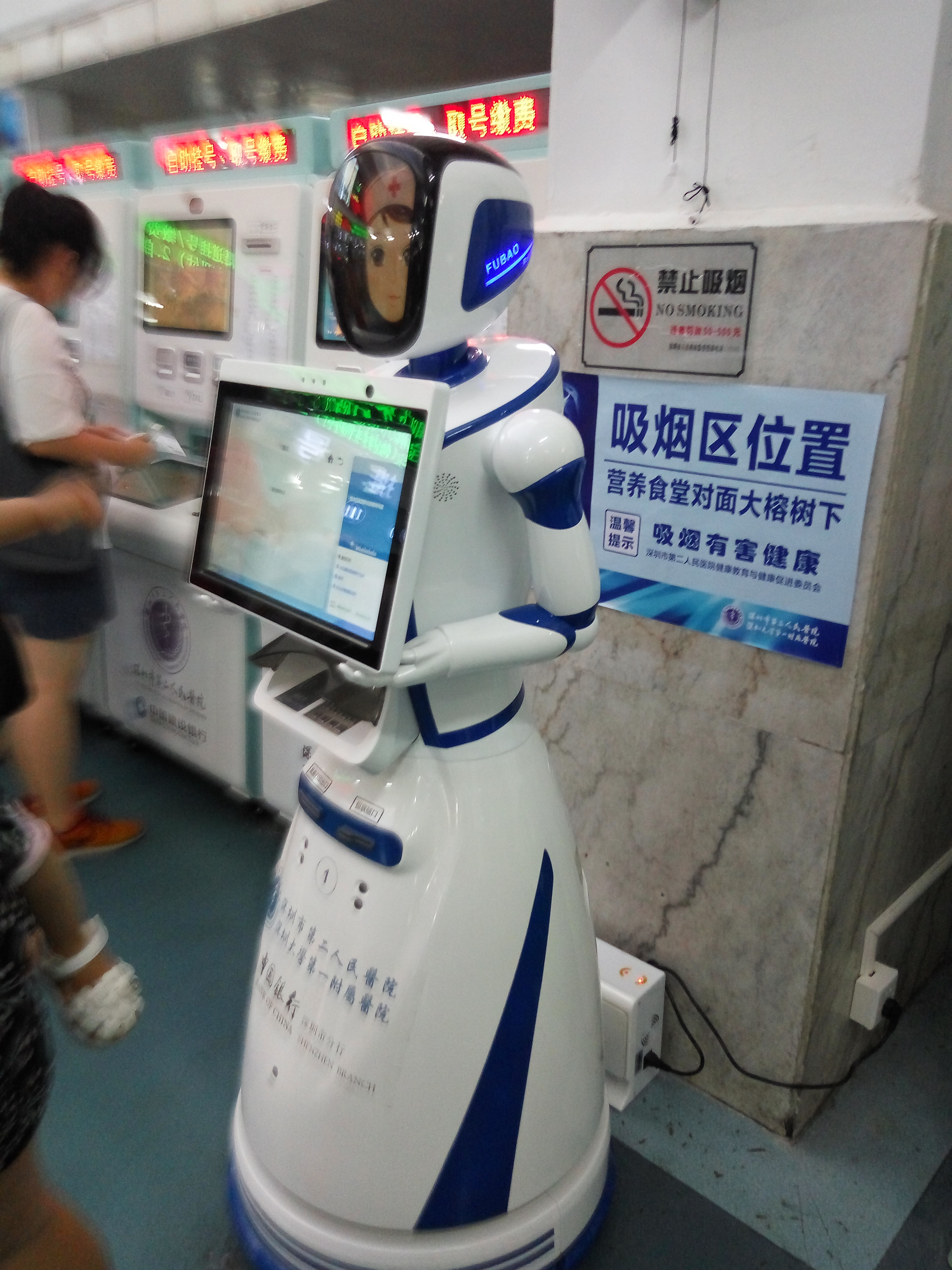
导医机器人
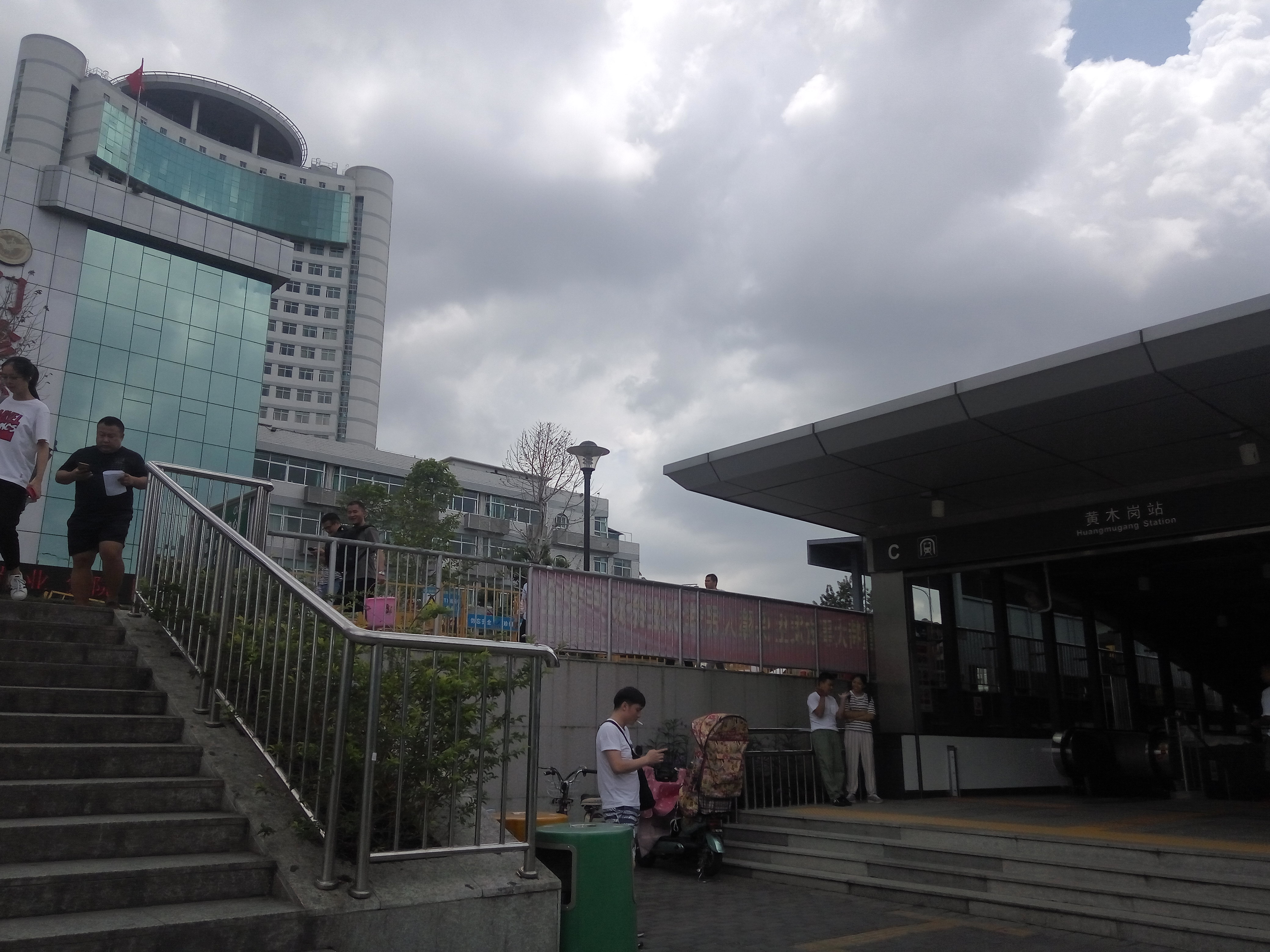
医院门口即为黄木岗地铁站C出口（地铁出口已拆除）

## 交通

##### 深圳公交
- 市二医院站
- 体育馆西站

##### 深圳地铁
- █7号线、█14号线：黄木岗站

## 轶事
- 深圳市第二人民医院曾被网上曝光乱收费[7][8]，但院方否认[9]。2011年，该院因为卖假药被罚款32万元[10]。
- 2019年1月，深圳市第二人民医院进入ESI临床医学学科全球前1%。
- 2020年2月，深圳市第二人民醫院於社交網站發文慶祝手術量破千，指醫院的胸外科的業務連續5年出現增長，引起網民批評[11]。